# Episodi di Samurai Gourmet
La prima stagione della serie televisiva Samurai Gourmet, composta da 12 episodi, è stata interamente pubblicata sul servizio di video on demand Netflix il 17 marzo 2017 in tutti i territori in cui il servizio è disponibile.
| nº | Titolo originale | Titolo italiano                  | Pubblicazione USA | Pubblicazione Italia |
| -- | ---------------- | -------------------------------- | ----------------- | -------------------- |
| 1  |                  | Una birra a mezzogiorno          | 17 marzo 2017     | 17 marzo 2017        |
| 2  |                  | Il ramen della demonessa         | 17 marzo 2017     | 17 marzo 2017        |
| 3  |                  | Sgombro a colazione              | 17 marzo 2017     | 17 marzo 2017        |
| 4  |                  | Yakiniku a modo suo              | 17 marzo 2017     | 17 marzo 2017        |
| 5  |                  | Bento sul set                    | 17 marzo 2017     | 17 marzo 2017        |
| 6  |                  | Pranzo a un caffè all'antica     | 17 marzo 2017     | 17 marzo 2017        |
| 7  |                  | Ombrelli al bancone              | 17 marzo 2017     | 17 marzo 2017        |
| 8  |                  | Pasta alla samurai               | 17 marzo 2017     | 17 marzo 2017        |
| 9  |                  | Crocchette del cuore             | 17 marzo 2017     | 17 marzo 2017        |
| 10 |                  | Il cavaliere dai capelli bianchi | 17 marzo 2017     | 17 marzo 2017        |
| 11 |                  | Oden per l'anniversario          | 17 marzo 2017     | 17 marzo 2017        |
| 12 |                  | Ricordi di riso e manzo          | 17 marzo 2017     | 17 marzo 2017        |

## Una birra a mezzogiorno
- Titolo originale:
- Cameo: Masako Miyaji

### Trama
Takeshi Kasumi è un pensionato sessantenne che dopo aver dedicato un'intera vita al suo lavoro ora non sa come occupere il suo nuovo tempo libero. Spinto dalla moglie Shizuko Kasumi fa un giro per la sua città. A mezzogiorno, affamato, decide di entrare in una trattoria locale. Qui nota il cartello con una birra. Di qui inizia un profondo scontro interiore dal rispetto per la tradizione e l'opinione comune che vorrebbe che non si bevesse birra a mezzogiorno e il desiderio di provare questa nuova esperienza. A dirimere la controversia arriva un Samurai frutto della sua immaginazione che gli farà acquisire, con il suo esempio, fiducia e gli farai coronare il desiderio di bere una birra a mezzogiorno.
- Cibo: una birra bevuta a mezzogiorno.

## Il ramen della demonessa
- Titolo originale:
- Cameo: Yōko Ōshima

### Trama
Intento nelle sue consuetudinarie passeggiate, Takeshi, ha il desiderio di mangiare del ramen. I locali più famosi sono però tutti strapieni. All'improvviso nota un locale cinese e decide di entrare in quel locale. Subito nota l'ambiente deserto e una padrona del locale dai modi scortesi e burberi, quasi da demone. Il ramen cucinato dalla "demonessa" risulta pessimo e Takeshi vorrebbe protestare ma il suo essere mite lo spinge a esitare. Qui entra in scena il Samurai che protesta contro la demonessa. Takeshi preso coraggio dalla sua visione si alza per protestare e andarsene senza pagare ma questa volta anche l'esempio del Samurai non riusciranno a sormontare il timore che incute la demonessa e quindi, amareggiato, Takeshi alla fine paga il conto e se ne va.
- Cibo: Ramen cucinato, secondo una ricetta cinese, in modo pessimo.

## Sgombro a colazione
- Titolo originale:
- Cameo: Tetsu Watanabe

### Trama
Takeshi, dopo aver fatto visita a un suo vecchio amico, perde il traghetto per far ritorno a casa e così decide, dopo anni, di passare la notte fuori casa in un breakfast sul mare, anche qui dopo una apparizione del Samurai. Alla mattina dopo un giro nella cittadina ritorno al breakfast dove riceve la sua colazione. Portata principale lo sgombro. Ed è proprio questo alimento che gli farà ritornare alla mente ricordi della sua gioventù dove insieme ad amici era solito fare grandi mangiate di sgombro cucinato proprio come quello che stava mangiando.
- Cibo: sgombro mangiato a colazione.

## Yakiniku a modo suo
- Titolo originale:
- Cameo: Yurika Nakamura

### Trama
Takeshi questa volta è alla prese con sua nipote Masako che sta vivendo un periodo di scontro giovanile con i suoi genitori sul proprio futuro professionale. Masako vuole suonare la chitarra mentre i propri genitori la vorrebbero impiegata o comunque con un lavoro con più solide basi. Lo zio Takeshi ha l'ingrato compito, durante una cena, di far ragionare la nipote ma tutto questo non è certamente facilitato dal carattere della nipote e dall'essere continuamente connessa al mondo informatico tramite il suo cellulare preferendo quest'ultimo anche al cibo. Takeshi rivive in lei la sua giovinezza fatte di aspettative lavorative migliori del suo lavoro da impiegato e di sogni. Ricorda in particolare però un episodio nel quale fu convinto dal proprio ex datore di lavoro a non dimettersi portandolo proprio a cena in quel locale e in particolare ricorda il vecchio padrone del locale che lo sgrido per aver dato poca attenzione alla cottura della carne. Questi episodi, più l'intervento del solito Samurai, lo spingono ad affrontare la nipote la quale alla fine sembra di aver capito la lezione: continuerà a perseguire il proprio sogno di musicista ma ascolterà anche i genitori e i loro consigli.
- Cibo: carne cucinata al Yakiniku.

## Bento sul set
- Titolo originale:
- Cameo: Yōichi Nukumizu e Yurina Yanagi

### Trama
Takeshi, spinto da un amico che nel tempo libero fa la comparse su set cinematografici, il quale gli ha raccontato degli ottimi pasti sul set, decide di partecipare a un cast di un film solo per provare quei cibi. Purtroppo le riprese sono più lunghe e faticose del dovuto, tra l'altro l'attrice principale per uno screzio con il regista si rifiuta di recitare e qui vi è l'intervento immaginario del Samurai che la farà ragionare, e dopo ore di attesa per le riprese e varie peripezie finalmente si arriva all'ora del pranzo che è un semplice bento o di carne o di pesce. La semplicità però, forse anche per la tanto attesa, non corrisponde alla bontà che a Takeshi sembra ottima. Fatte le riprese Takeshi torna a casa portando un bento anche alla moglie la quale però lo assapora in modo normale e alla Takeshi capisce che alla fine quel cibo era buono per l'esperienza in sé e non per la qualità stessa del cibo.
- Cibo: Bentō.

## Pranzo a un caffè all'antica
- Titolo originale:
- Cameo: Sujitarō Tamabukuro

### Trama
Takeshi, dopo aver comprato un libro, decide di leggere questo libro in un caffè all'antica. Qui passa l'intera giornata arrivando fino a ora di pranzo. Ma la tranquillità del posto e della lettura è rovinata da una combriccola che urla e schiamazza. Qui nell'immaginazione interviene il Samurai che fa tacere i due. Takeshi rincuorato si alza per discutere con i due ma viene anticipato dalla cameriera la quale li riprende e i due, scusandosi, smettono di urlare.
- Cibo: un pranzo a un caffè all'antica.

## Ombrelli al bancone
- Titolo originale:
- Cameo: -

### Trama
Takeshi per festeggiare gli ottimi risultati di una visita medica decide di mangiare fuori in un gastropub izakaya. Il locale è un po' logoro ma il cibo è ottimo. All'improvviso entra nel locale un tipo brusco che inizia a criticare tutto del locale e addirittura tratta male dei ragazzi. Qui interviene, nella visione, il Samurai che prende le difese della locanda e proprio come il Samurai così farà anche Takeshi riuscendo a calmare l'uomo. L'episodio termine con i commensali che cenano sotto gli ombrellini per coprirsi dalle gocce di pioggia che scendono dal malandato tetto.
- Cibo: pranzo in un gastropub izakaya.

## Pasta alla samurai
- Titolo originale:
- Cameo: -

### Trama
Takeshi compra un nuovo paio di lenti da sole e va in giro a chiedersi se gli stiano bene. Fatta ora di pranzo entra in un locale italiano dove si sente continuamente osservato dagli altri commensali e giudicato. Ordina un piatto di pasta e sarà proprio questo piatto a creare in lui un disagio sul se sia opportuno o meno mangiarlo con le bacchette e quindi succhiare come da tradizione giapponese in un ristorante, come quello italiano, dove si usano le forchette e vi è una etichetta molto elevata. Alla fine spinto dalla visione del Samurai, mangerà "alla giapponese" la pasta superando il senso di imbarazzo.
- Cibo: pasta.

## Crocchette del cuore
- Titolo originale:
- Cameo: -

### Trama
Mentre svolge alcune commissione per la moglie, Takeshi nota una rosticceria dove vendono alcune crocchette. La visione delle stesse gli ricorda la sua gioventù quando da ragazzino insieme ad amici comprava queste crocchette di nascosto dai propri maestri dopo scuola. Decide quindi di riacquistarle e passa un'intera giornata bevendo e mangiando in un parco su un palazzo. Dopo aver riposato ed essere stato svegliato da una chiamata della moglie decide di far ritorno a casa ma non prima di aver comprato altre crocchette, sempre le stesse, quelle della propria gioventù.
- Cibo: crocchette.

## Il cavaliere dai capelli bianchi
- Titolo originale:
- Cameo: Susumu Kurobe e Gorō Ibuki

### Trama
Rimasto solo per la cena Takeshi decide di mangiare in un ristorante yakitori dove però il padrone e cuoco sembra essere molto burbero. Il suo carattere scontroso si dimostra a pieno contro dei turisti che non conoscendo bene la lingua e i costumi rovinano, a parer suo, il cibo. Takeshi, spinto dalla visione del Samurai, vorrebbe intervenire ma prima di lui si muove un altro uomo dai capelli bianchi e dai lineamenti occidentali il quale, come un Cavaliere Medievale, difende i due turisti e da una lezione al padrone burbero.
- Cibo: cena in un ristorante yakitori.

## Oden per l'anniversario
- Titolo originale:
- Cameo: -

### Trama
Takeshi sorprende la moglie per il loro anniversario invitandolo a cena fuori. Qui però Takeshi ordina cibi banali mentre la moglie ordina tutti piatti originali. Un po' amareggiato e temendo di essere giudicato in modo banale, spinto dalla visione del Samurai che assaggia per la prima volta dei ricci di mare, ordina dell'Oden sorprendendo la moglie.
- Cibo: Oden.

## Ricordi di riso e manzo
- Titolo originale:
- Cameo: Chieko Matsubara

### Trama
Rivedendo delle vecchie foto Takeshi è spinto a ritornare in un vecchio ristorante che frequentava durante il periodo giovanile. In particolare si ricorda dell'ottimo riso e manzo preparato nello stesso. Si mette quindi sulle tracce di questo ristorante il quale però in primo tempo non riesce a trovare perché ha cambiato la propria sede. Trovato entra e ordina proprio il famoso riso e manzo. Al termine del pranzo viene riconosciuto dalla padrona figlia del vecchio proprietario la quale gli mostra delle foto. Tra queste foto vi è non solo lui ma riconosce dietro di lui la moglie all'epoca delle superiori. Commosso da questa coincidenza di essere stati nello stesso posto molti anni prima senza nemmeno conoscersi, decide di raccontarlo alla moglie che incontra per caso per strada. La moglie però, adirata, lo rimprovera per averla lasciata sola senza una spiegazione. Alla fine fanno pace e si ripromettono di ritornare un giorno in quel locale.
- Cibo: riso e manzo.